# 黛勒芬·卡斯卡里諾
黛勒芬·卡斯卡里諾（法語：Delphine Cascarino，1997年2月5日—）是義大利裔法國職業女子足球運動員，司職前鋒，現效力國家女子足球聯賽球隊聖地牙哥波浪和法國國家女子足球隊。
卡斯卡里諾於2020年雙雙入選國際足協年度最佳陣容和IFFHS世界年度最佳女子陣容。2023年，她獲得法國職業足球運動員全國聯盟頒發的年度最佳女子球員。在她效力里昂的10個賽季總共獲得6次歐冠冠軍、9次法甲冠軍以及6次法國盃冠軍。

## 個人生活
黛勒芬·卡斯卡里諾出生於奧弗涅-隆-阿爾卑斯大區里昂都會區的市鎮聖普列斯特。她的父親羅蘭·卡斯卡里諾（Laurent Cascarino）是義大利裔法國人，母親艾琳·卡斯卡里諾（Aline Cascarino）來自法國的海外大區瓜地洛普。黛勒芬的兄弟姊妹包括哥哥奧雷利安·卡斯卡里諾（Aurélien Cascarino）、姐姐莉蒂希雅·卡斯卡里諾（Laetitia Cascarino），還有和她同樣效力法國國家女子足球隊的雙胞胎姊妹艾絲泰勒·卡斯卡里諾。

## 外部連結
- 黛勒芬·卡斯卡里諾 – FIFA國際賽競賽紀錄 (存檔)
- 黛勒芬·卡斯卡里諾－UEFA國際賽競賽紀錄
- Soccerway資料庫：黛勒芬·卡斯卡里諾
- 上的黛勒芬·卡斯卡里諾（法語）
- 黛勒芬·卡斯卡里諾 （页面存档备份，存于）在奧林匹克里昂女子足球俱樂部（法語）
- 黛勒芬·卡斯卡里諾 （页面存档备份，存于）在聖地牙哥波浪（英語）
- 黛勒芬·卡斯卡里諾的Facebook專頁
- 黛勒芬·卡斯卡里諾的Instagram帳戶
- 黛勒芬·卡斯卡里諾的TikTok
- 黛勒芬·卡斯卡里諾的X（前Twitter）